# Jürgen Colin
Jürgen Romano Colin (Utrecht, Países Bajos, 20 de enero de 1981) es un exfutbolista neerlandés que jugaba como defensa.

## Trayectoria
Ingresó con siete años en las categorías inferiores del PSV Eindhoven, equipo con el que debutó en la Eredivisie el 22 de agosto de 2001 con una victoria en casa por 3-2 ante el FC Den Bosch. Además de jugar otros tres encuentros en la competición doméstica, debutó en la Liga de Campeones contra el F. C. Nantes el 11 de septiembre. En enero de 2002 fue cedido al KRC Genk, con el que participó en seis partidos y se proclamó campeón de la Liga belga. En 2003, después de pasar otra campaña a préstamo en el NAC Breda, regresó al PSV y ganó la Supercopa de los Países Bajos tras derrotar en la final al F. C. Utrecht. En la Eredivisie, disputó veinte encuentros en los que logró anotar un gol. Además, repitió participación en la Liga de Campeones y, al finalizar la fase de grupos en tercer puesto, participó por primera vez en la Copa de la UEFA alcanzando los cuartos de final ante el Newcastle United F. C.
uAl acabar la temporada el NAC Breda lo fichó en propiedad y jugó veintiocho partidos, en los que anotó un gol, durante la campaña 2004/05. A continuación, fue traspasado al Norwich City F. C., de la Segunda División de Inglaterra, a cambio de 263 000 libras. Allí jugó un total de sesenta y cuatro encuentros en dos temporadas, al término de las cuales el Ajax de Ámsterdam pagó 100 000 euros por su fichaje. Tras una campaña en el Ajax, en la que conquistó su segunda Supercopa neerlandesa, fue contratado por el Real Sporting de Gijón, con el que participó únicamente en dos encuentros de la Primera División de España.
Una vez finalizado su contrato al término de la temporada, fichó por el RKC Waalwijk y, el 1 de enero de 2011, fue traspasado al Anorthosis Famagusta de la Primera División de Chipre. En junio de 2013, se anunció su incorporación al Hapoel Tel Aviv F. C.

## Selección nacional
Participó en el Mundial sub-20 de 2001 con la selección neerlandesa. Disputó dos encuentros y anotó un gol ante Ecuador.

### Participaciones en Copas del Mundo
| Mundial                | Sede      | Resultado        |
| ---------------------- | --------- | ---------------- |
| Mundial sub-20 de 2001 | Argentina | Cuartos de final |

## Clubes
| Club                   | País         | Año       |
| ---------------------- | ------------ | --------- |
| PSV Eindhoven          | Países Bajos | 2001-2002 |
| KRC Genk               | Bélgica      | 2002      |
| NAC Breda              | Países Bajos | 2002-2003 |
| PSV Eindhoven          | Países Bajos | 2003-2004 |
| NAC Breda              | Países Bajos | 2004-2005 |
| Norwich City F. C.     | Inglaterra   | 2005-2007 |
| Ajax de Ámsterdam      | Países Bajos | 2007-2008 |
| Real Sporting de Gijón | España       | 2008-2009 |
| RKC Waalwijk           | Países Bajos | 2009-2011 |
| Anorthosis Famagusta   | Chipre       | 2011-2013 |
| Hapoel Tel Aviv F. C.  | Israel       | 2013-2015 |
| Hapoel Ashkelon F. C.  | Israel       | 2015-2016 |
| FC Torpedo Kutaisi     | Georgia      | 2016-2017 |

## Palmarés

### Campeonatos nacionales
| Título                        | Club              | País         | Año  |
| ----------------------------- | ----------------- | ------------ | ---- |
| Liga belga                    | KRC Genk          | Bélgica      | 2002 |
| Supercopa de los Países Bajos | PSV Eindhoven     | Países Bajos | 2003 |
| Supercopa de los Países Bajos | Ajax de Ámsterdam | Países Bajos | 2007 |